# دیکی برنل
دیکی برنل (انگلیسی: Dickie Burnell; ۲۶ ژوئیهٔ ۱۹۱۷ – ۲۹ ژانویهٔ ۱۹۹۵) قایقران روئینگ اهل بریتانیا بود.
وی در مسابقات کشوری و بین‌المللی در مجموع برندهٔ ۱ مدال طلا شده‌است.